# Saint-Jean-Mirabel
 Saint-Jean-Mirabel  (en occitano Sent Joan Mirabèl) es una población y comuna francesa, situada en la región de Mediodía-Pirineos, departamento de Lot, en el distrito de Figeac y cantón de Figeac-Est.

## Demografía
| 177 | 168 | 166 | 166 | 176 | 212 |
| Para los censos de 1962 a 1999 la población legal corresponde a la población sin duplicidades (Fuente: INSEE [Consultar]) |     |     |     |     |     |